# ۱۰۳۷ (میلادی)
۱۰۳۷ (میلادی) هزار و سی و هفتمین سال تقویم میلادی است.

## رویدادها
- بنیانگذاری پادشاهی سلجوقیان

## زادگان
حسن صباح

## درگذشتگان
- ابن سینا، فیلسوف، دانشمند و پزشک ایرانی

‎